# Ursula E. Koch
Ursula E. Koch (* 2. Dezember 1934 in Berlin) ist eine deutsche Kommunikationswissenschaftlerin und war Professorin für Kommunikationswissenschaft (Zeitungswissenschaft) an der Ludwig-Maximilians-Universität München.

## Werdegang
Koch wurde als Tochter eines Chemikers in Berlin geboren und wurde während des Zweiten Weltkriegs mehrfach evakuiert. In Stuttgart besuchte sie das Mörike-Gymnasium. Da ihr Vater früh verstorben war, hatte sie für ein Studium keine finanziellen Mittel und machte eine Ausbildung zur Fremdsprachenkorrespondentin und arbeitete in dem Beruf in Stuttgart und bei MAN in München. In Frankreich machte sie eine einjährige Fortbildung an der Pariser Industrie- und Handelskammer und begann neben der Arbeit ein Studium der Germanistik, Französischen Literatur, Geschichte, Sozialgeschichte und Kommunikationswissenschaft an der Sorbonne. Nach der licence arbeitete sie ab 1967 an der Universität. Sie wurde 1973 promoviert und habilitierte sich 1981 mit einer Arbeit über die deutsche Pressegeschichte an der Universität Paris-Nanterre, wo sie nun als beamtete Dozentin forschte und lehrte. Von 1986 bis 2000 war sie als Nachfolgerin von Otto B. Roegele Inhaberin des Lehrstuhls für Kommunikationswissenschaft (Zeitungswissenschaft) an der Ludwig-Maximilians-Universität München.
Koch ist Mitbegründerin der „Equipe Interdisciplinaire de Recherche sur l'Image Satirique“ (Brest), Mitarbeiterin ihres Jahrbuchs „Ridiculosa“ und der Vierteljahrszeitschrift „Allemagne d'aujourd'hui“ (Paris) sowie Mitglied mehrerer Fachgesellschaften, u. a. Historische Kommission zu Berlin, Deutsch-Französisches Historikerkomitee und Deutsche Gesellschaft für Publizistik- und Kommunikationswissenschaft (DGPuK). Als freie Wissenschaftlerin lebt und arbeitet sie in München und Paris.

## Ehrungen
- Prix Strasbourg für Berliner Presse und europäisches Geschehen 1871, Chevalier, Officier, dann Commandeur (1999) dans l'Ordre des Palmes Académiques und Chevalier dans l'Ordre national du Mérite (2007).

## Veröffentlichungen (Auswahl)

### Autorin
Aufsätze (s. auch www.eiris.eu)
- Bausteine zu einer europäischen Kommunikationsgeschichte. Acht Jahrhunderte Deutschland und Frankreich, Vorbild, Gegner, Partner. In: Lutz Erbring (Hrsg.): Kommunikationsraum Europa (= Schriftenreihe der DGPuK; Bd. 21). Ölschläger, Konstanz 1995, ISBN 3-89669-127-9, S. 253–290.
- Frankreich – Deutschland im Vergleich. Macht und Ohnmacht der Presse um 1848. In: Dieter Dowe, Heinz-Gerhard Haupt und Dieter Langewiesche (Hrsg.): Europa 1848. Revolution und Reform. Dietz, Bonn 1998, ISBN 3-8012-4086-X, S. 771–814.[2]
- Germania, eine facettenreiche Nationalfigur im Dienst des politischen Meinungsstreits. Selbst- und Fremdbild in der deutschen und französischen Pressekarikatur im Wandel der Jahrhunderte. Ein Forschungsbericht. In: Dietrich Grünewald (Hrsg.): Politische Karikatur. Zwischen Kunst und Journalismus. VDG, Weimar 2002, ISBN 3-89739-264-X, S. 45–68.
- Le couple franco-allemand, l'Europe et la médiatisation de l'histoire par les caricaturistes (1945–2003). In: Michel Mathien (Hrsg.): La Médiatisation de l'Histoire. Ses risques et ses espoirs. Bruylant, Brüssel 2005, ISBN 2-8027-1980-7, S. 193–220.
- Französische Revolutionen und plurimediale Kommunikation in Deutschland (1789–1848/49) unter besonderer Berücksichtigung der humoristisch-satirischen Bildpublizistik.
- In: Sven Grampp, Kay Kirchmann, Marcus Sandl, Rudolf Schlögl, Eva Wiebel (Hrsg.): Revolutionsmedien – Medienrevolutionen. UVK, Konstanz 2008, ISBN 978-3-86764-073-2, S. 277–323.
- Caricatures politiques et journalistes du crayon d'Europe. Un aperçu historique. In: Gilles Rouet (Hrsg.): Les journalistes et l'Europe. Bruylant, Brüssel 2009, ISBN 978-2-8027-2710-1.
- 1870: Von der Emser Depesche bis zur Kapitulation der Festung Sedan – Der Deutsch-Französische Krieg und die illustrierte Publizistik. In: Dietmar Hüser, Jean-François Eck (Hrsg.): Medien – Debatten – Öffentlichkeiten in Deutschland und Frankreich im 19. und 20. Jahrhundert. Médias, débats et espaces publiques en Allemagne et en France aux 19e et 20e siècles. Franz Steiner, Stuttgart 2011, ISBN 978-3-515-09886-1, S. 67–105.
- Politische Bildzensur in Deutschland bis 1914. In: Holger Böning, Arnulf Kutsch, Rudolf Stöber (Hrsg.): Jahrbuch für Kommunikationsgeschichte, Bd. 16. Franz Steiner, Stuttgart 2014, S. 109–170. Englische Übersetzung (Nico Siemering, Christian Schepsmeier): Political Images and Censorship in Germany before 1914 (Ko-Autor: Martin Loiperdinger). In: Robert Justin Goldstein, Andrew M. Nedd (Eds): Political Censorship of the Visual Arts in Nineteenth-Century Europe. Arresting Images. Palgrave Macmillan, 2015, ISBN 978-0-230-24870-0 (hardback), S. 130–190; 240–248 (Abbildungen).
- L'image de l'autre dans la société civile. Le miroir des caricatures. In: Allemagne d'aujourd'hui, n° 214. Septentrion, Lille 2015, S. 129–143.
- Das deutsch-französische „Paar“: Karikaturen als Spiegelbild der gegenseitigen Wahrnehmung in der Eurokrise. In: Claire Demesmay, Christine Pütz, Hans Stark (Hrsg.), Frankreich und Deutschland – Bilder, Stereotype, Spiegelungen. Wahrnehmung des Nachbarn in Zeiten der Krise. Nomos, Baden-Baden 2016, ISBN 978-3-8487-3058-2 (Print), ISBN 978-3-8452-7206-1 (ePDF), S. 101–121.

Monographien
- Berliner Presse und europäisches Geschehen 1871. Eine Untersuchung über die Rezeption der großen Ereignisse im 1. Halbjahr 1871 in den politischen Tageszeitungen der deutschen Reichshauptstadt. Colloquium Verlag, Berlin 1978.[3]
- Le Charivari. Die Geschichte einer Pariser Tageszeitung im Kampf um die Republik (1832–1882). Verlag informationspresse-c.w.leske, Köln 1984, ISBN 3-921490-29-4 (zusammen mit Pierre-Paul Sagave).
- Der Teufel in Berlin. Illustrierte politische Witzblätter einer Metropole (1848–1890). Verlag informationspresse-c.w.leske, Köln 1991, ISBN 3-921490-38-3.
- Les Médias en Allemagne. Que sais-je?, puf, Paris 2000, ISBN 2-13-050430-2 (zusammen mit Pierre Albert).

### Herausgeberin
- Deutsch-französische Medienbilder. Journalisten und Forscher im Gespräch / Images médiatiques franco-allemandes. Un dialogue entre journalistes et chercheurs. 2. Aufl. Verlag Fischer, München 1994, ISBN 3-88927-090-5 (zusammen mit Detlef Schröter und Pierre Albert).
- Das Lachen der Völker. Universalität und Relativität der humoristisch-satirischen Pressezeichnung / Le rire des nations (= Ridiculosa; Bd. 7). EIRIS, Brest 2000 (zusammen mit Jean-Claude Gardes).
- Les médias et leur public en France et en Allemagne / Die Medien und ihr Publikum in Frankreich und in Deutschland. Edition Pantheon, Paris 2003, ISBN 2-913397-14-X (zusammen mit Pierre Albert, Rémy Rieffel, Detlef Schröter und Philippe Viallon).
- Voisins et Ennemis. La guerre des caricatures entre Paris et Berlin (1848-1890). München 1990 (Katalog: Wanderausstellung des Goethe-Instituts).
- Grobe Wahrheiten – Wahre Grobheiten. Feine Striche – Scharfe Stiche. „Jugend“, „Simplicissimus“ und andere Karikaturen-Journale der Münchner Belle Époque als Spiegel und Zerrspiegel der kleinen wie der großen Welt. Wanderausstellung des Instituts für Kommunikationswissenschaft (Zeitungswissenschaft) der LMU, München 1996, ISBN 3-88927-198-7 (zusammen mit Marcus Behmer).
- Marianne und Germania in der Karikatur (1550-1999) (Hrsg.). PögeDruck, Leipzig 1999, Zweitauflage 2011, ISBN 3-9802848-1-6. Katalog zu einer von der Herausgeberin für die Goethe-Institute und Instituts français konzipierten und produzierten, später als Kuratorin gezeigten Wanderausstellung (bis 2016).